# Portugal au Concours Eurovision de la chanson junior
Le Portugal participe au Concours Eurovision de la chanson junior depuis 2006.

## Participation
Le pays a participé cinq fois au Concours Eurovision de la chanson junior. Il fait ses débuts en 2006 mais se retire après deux participations, en 2008. 
Après dix années d'absences, le pays fait son retour en 2017 à Tbilissi en Géorgie, après sa victoire à la 62e édition du concours réservé aux plus de 16 ans.

## Représentants
| Édition                 | Année | Artiste          | Chanson           | Langue             | Traduction du titre      | Place            | Points           |
| ----------------------- | ----- | ---------------- | ----------------- | ------------------ | ------------------------ | ---------------- | ---------------- |
| 4e                      | 2006  | Pedro Madeira    | Deixa-me sentir   | Portugais          | Laisse-moi sentir        | 14               | 22               |
| 5e                      | 2007  | Jorge Leiria     | Só quero é cantar | Portugais          | J'aimerais juste chanter | 16               | 15               |
| Retrait de 2008 à 2016. |       |                  |                   |                    |                          |                  |                  |
| 15e                     | 2017  | Mariana Venâncio | Youtuber          | Portugais, anglais | -                        | 14               | 54               |
| 16e                     | 2018  | Rita Laranjeira  | Gosto de Tudo     | Portugais          | J'aime tout              | 18               | 42               |
| 17e                     | 2019  | Joana Almeida    | Vem Comigo        | Portugais, anglais | Viens avec moi           | 16               | 43               |
| 18e                     | 2020  | Retrait en 2020. | Retrait en 2020.  | Retrait en 2020.   | Retrait en 2020.         | Retrait en 2020. | Retrait en 2020. |
| 19e                     | 2021  | Simão Oliveira   | O Rapaz           | Portugais          | Le garçon                | 11               | 101              |
| 20e                     | 2022  | Nicolas Alves    | Anos 70           | Portugais          | Années 70                | 08               | 121              |
| 21e                     | 2023  | Júlia Machado    | Where I Belong    | Portugais, anglais | Où j'appartiens          | 13               | 75               |
| 22e                     | 2024  | Victoria Nicole  | Esperança         | Portugais          | Espérance                | 02               | 213              |
| 23e                     | 2025  | Inês Gonçalves   |                   |                    |                          |                  |                  |

- Première place
- Deuxième place
- Troisième place
- Dernière place

## Galerie

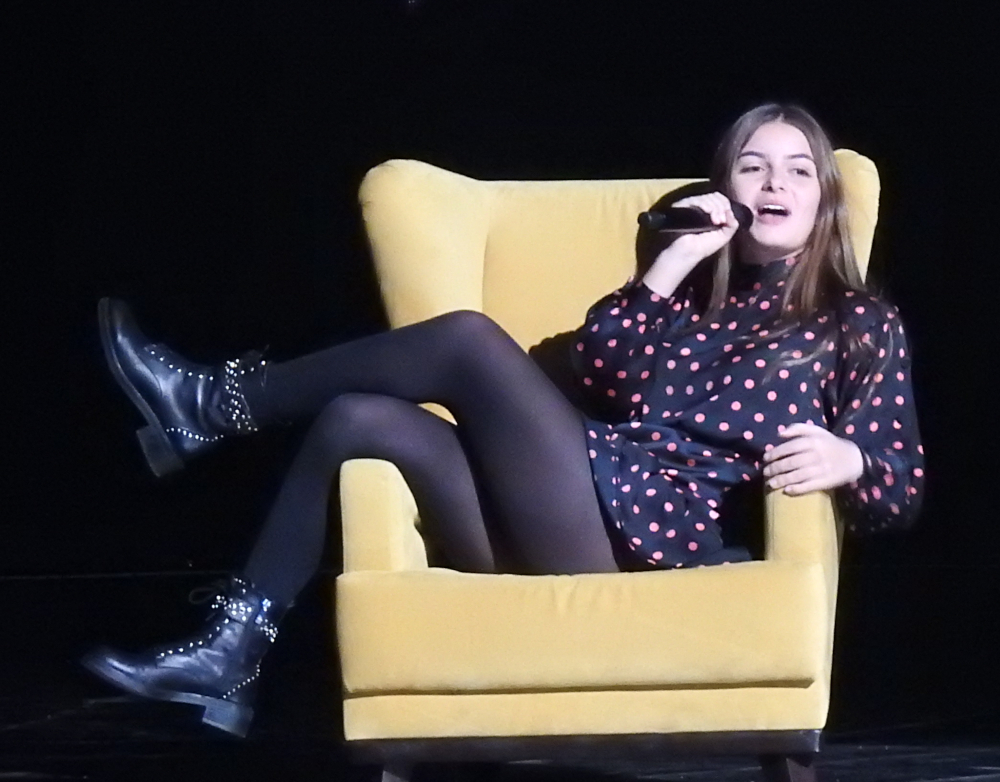
Rita Laranjeira à Minsk (2018)
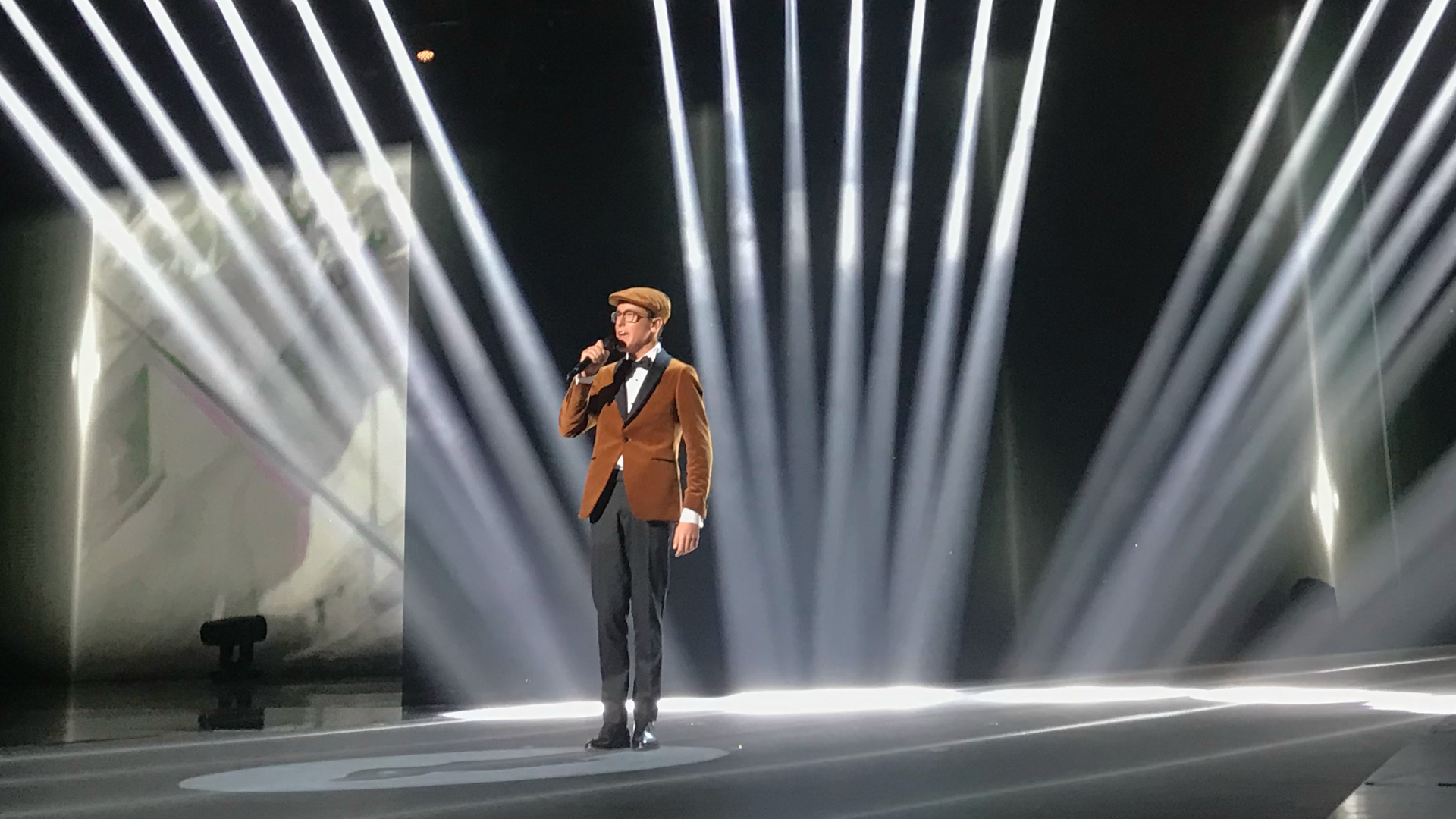
Simão Oliveira à Paris (2021)
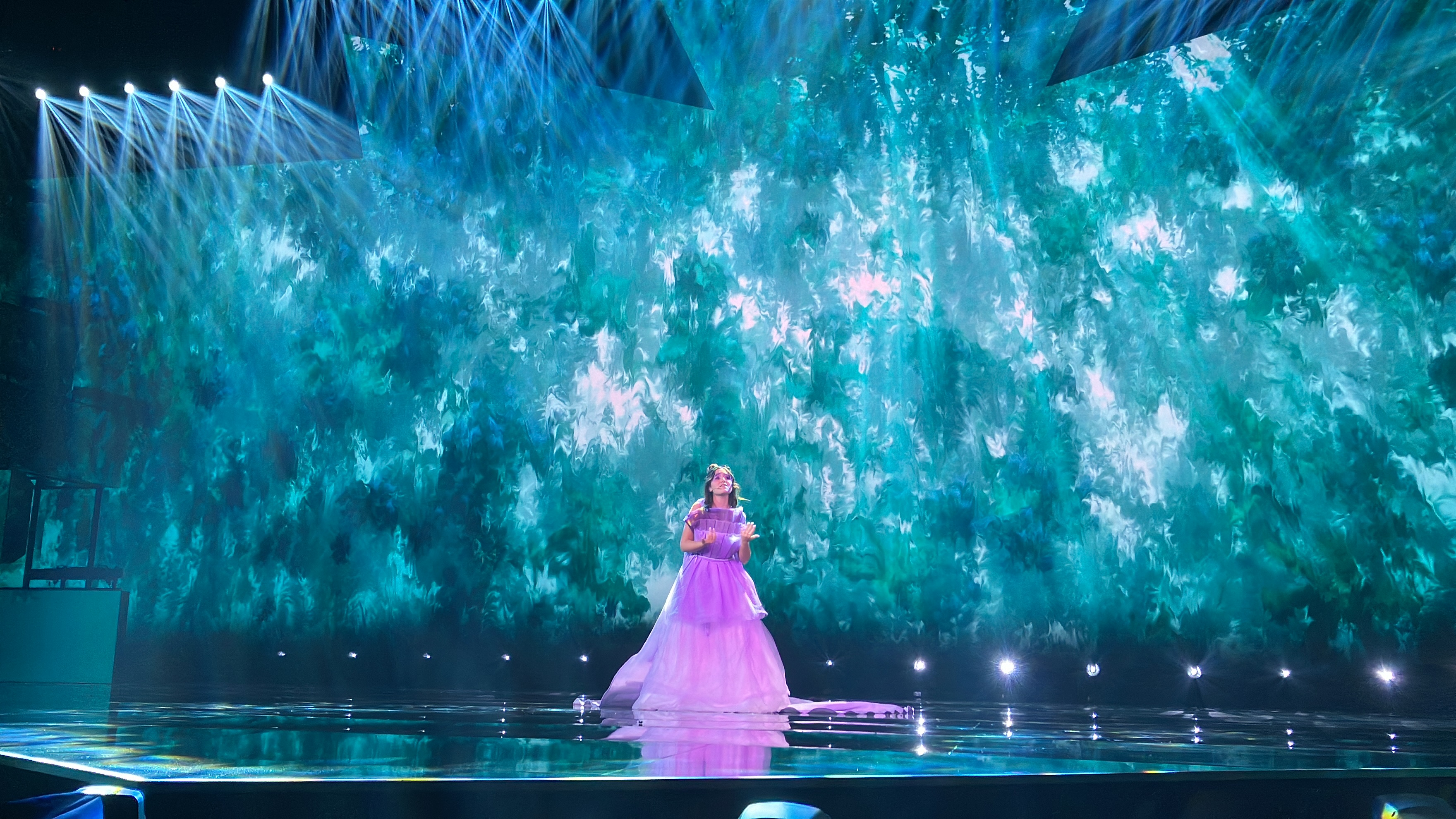
Júlia Machado à Nice (2023).